# Laurie Venn
Laurie Venn (Melbourne, 24 d'agost de 1953) va ser un ciclista australià que competí en carretera i en pista.

## Palmarès en ruta
- 1980
  - 1r al National Party Tour i vencedor de 2 etapes
- 1982
  - Vencedor d'una etapa al Herald Sun Tour
- 1984
  - Vencedor de 2 etapes al Herald Sun Tour
  - Vencedor d'una etapa a la Griffin 1000
- 1985
  -  Campió d'Austràlia en ruta

## Palmarès en pista
- 1978
  - 1r als Sis dies de Launceston (amb Frank Atkins)